# Hermann Bogner
Hermann Bogner (* 28. Mai 1921 in Weiden in der Oberpfalz; † 28. September 2012 in München) war ein deutscher Agrarwissenschaftler und Hochschullehrer.

## Leben und Wirken
Bogner wurde in einer Beamtenfamilie geboren und erlangte in seiner Heimatstadt das Abitur. Im Jahr 1944 stellte man ihn vom Kriegsdienst frei, sodass er an der Landwirtschaftlichen Hochschule Tetschen-Liebwerd das Studium beginnen konnte, das er nach Kriegsende an der Landwirtschaftlichen Hochschule Hohenheim fortsetzte und an der Technischen Universität München in Weihenstephan als Diplomlandwirt beendete. Während der anschließenden Tätigkeit als Referendar am Tierzuchtamt Weilheim promovierte er im Jahr 1948 in Weihenstephan zum Dr. agr. Später wirkte er an der Zuchtwertprüfstelle Neustadt an der Aisch (bei Karl Eibl) und übernahm schließlich die Geschäftsführung des Landeskontrollverbandes für Bayern. Hier führte er die Anwendung von Lochkarten als erste EDV-gestützte Methode bei der Auswertung der Leistungsergebnisse und der Schätzung der Zuchtwerte von Bullen ein.
Im Jahr 1959 wurde ihm in der Nachfolge von O. Sommer die Leitung der Bayerischen Landesanstalt für Tierzucht (BLT) in Grub b. München übertragen, die er bis 1986 behielt, zuletzt mit dem Titel Präsident. In dieser langen Zeitspanne nahm er auf die Entwicklung vieler Schwerpunkte und durch Unterstützung seiner Mitarbeiter entscheidenden Einfluss:
- Verstärkung der Forschungstätigkeit in der BLT,
- Einführung populationsgenetischer Methoden in der bayerischen Tierzucht (mit Gottfried Averdunk),
- Steigerung der Milchleistung beim Rind,
- Fleischerzeugung bei Rindern, Schweinen und Damwild durch
  - Einführung der Fleischleistungsprüfung auf Station beim Rind
  - Erweiterung der Prüfanstalt für Schweine in Grub
  - Errichtung eines Versuchsschlachthauses in Grub
- Beginn der Hybridzucht bei Schweinen (mit G. Averdunk)
- Errichtung eines Labor- und Stoffwechselversuchsgebäudes im Bereich Fütterung
- Aufbau einer Baulehrschau zum Vergleich moderner Stalleinrichtungen
- Möglichkeiten zur vergleichenden Untersuchungen bei der Tierhaltung

Im späteren Zeitraum folgten bereits neue Schwerpunkte, die heute eine noch größere Bedeutung haben:
- Engagement für die Beachtung des Tierschutzes in der Landwirtschaft,
- Verbesserung des Tierwohls auf der Basis wissenschaftlich begründeter Ergebnisse,
- Erhaltung seltener und vom Aussterben bedrohter Haustierrassen.

Bogner verfasste mehrere Lehrbücher auf den Gebieten Rindfleischproduktion, des Verhaltens landwirtschaftlicher Nutztiere und schließlich zur Zucht und Tierproduktion insgesamt. Er betreute 18 Doktoranden und 60 Stipendiaten (vor allem aus Polen). Im Jahr 1968 habilitierte er sich an der Hochschule für Bodenkultur Wien für das Fach Tierproduktion und erhielt dort die Lehrbefugnis am Institut für Nutztierwissenschaft. Diese nahm er als Dozent ab 1972 für das Gebiet Verhaltensforschung bei landwirtschaftlichen Nutztieren und von 1973 bis 1979 für Leistungsprüfungen und Zuchtwertschätzungen wahr. 1978 wurde ihm – inzwischen von der Universität für Bodenkultur Wien – der Titel a. o. Universitätsprofessor für Tierproduktion verliehen. 1980–87 behandelte er in seinen Vorlesungen das neue Thema Nutztierethologie. Als Ruheständler moderierte er noch zahlreiche Tagungen im Rahmen der Nachkontaktseminare in Polen der Hanns-Seidel-Stiftung.

## Veröffentlichungen (Auswahl)
- Die Vererbung von Milchmenge und Fettgehalt in zwölf Kuhfamilien des Zuchtverbandes für Fleckvieh in der Oberpfalz, Abteilung Nord, unter besonderer Berücksichtigung des züchterischen Einflusses seitens der in den Kuhfamilien zur Zucht verwendeten Bullen. Dissertation an der Technischen Hochschule München, Fakultät für Landwirtschaft, 1948
- Die Einsatzleistung – ein sicherer Anhaltspunkt für eine frühzeitige Erbwertschätzung von Bullen. Mit H. Schumann. München, 1958
- Qualitätsmilch : Richtige Erzeugung und Behandlung.  München, 1961; 1969 spanische Ausgabe
- Fleischkunde für Tierzüchter. Mit Peter Matzke. München, 1964
- Tierhaltung. Hrsg. mit Christof Ritter. Stuttgart, 1965, 1976, 434 S.
- Moderne Methoden der Zuchtauslese beim Rind. Mit Hans Otto Gravert, Frankfurt a. M., 1965, 1974, 1980, 154 S.
- Das Rind : Betriebswirtschaftliche Stellung, Zucht, Fütterung, Haltung und Stallbau, Geburt, Krankheiten und Krankheitsvorbeuge. Hrsg. von Hermann Bogner, Frankfurt (Main), 1968
- Wirtschaftliche Milchviehhaltung und Rindermast. 1978, 1983, 322 S.
- Rindfleischproduktion. Mit Josef Boxberger. Stuttgart, 1978, 485 S., 1985: polnische Ausgabe
- Tierzüchtungslehre. Mitverfasser, Stuttgart, 3. Aufl., 1980, 624 S.
- Marktgerechte Schweineproduktion. Mit Gottfried Averdunk,  Parey, 1982, 394 S.
- Verhalten landwirtschaftlicher Nutztiere. Hrsg. mit Anton Grauvogl. Stuttgart, 1984
- Damwild und Rotwild in landwirtschaftlichen Gehegen : ein Leitfaden für Haltung, Fütterung, Gesundheitsüberwachung, Verwertung und Ökonomik. Mit Peter Bach. Hamburg & Berlin : Parey, 1991, 1999, 200 S.

## Auszeichnungen
- 1986 Wilhelm-Kirchner-Ehrenplakette der Sektion Tierproduktion und Veterinärmedizin der Universität Leipzig
- Verdienstkreuz am Bande der BR Deutschland
- Ehrenpromotion durch die Universität Mosonmagyaróvár (Ungarn)
- 1988–89 Vorsitzender der Gesellschaft zur Erhaltung alter und gefährdeter Haustierrassen e. V. (GEH Witzenhausen)
- 1988 Hermann-von-Nathusius-Medaille in Gold der Deutschen Gesellschaft für Züchtungskunde e. V. (DGfZ)[4]
- 1988 Ehrenmedaille der Universität für Bodenkultur Wien